# Communauté de communes du Pont Julien
La communauté de communes du Pont Julien est une ancienne communauté de communes française, située dans le département de Vaucluse et la région Provence-Alpes-Côte d'Azur. Elle a été dissoute au 31 décembre 2013 pour fusionner avec la communauté de communes du Pays d'Apt et deux communes isolées pour former la Communauté de communes du Pays d'Apt-Luberon.

## Composition
Lors de sa dissolution, huit communes localisées entre le « Petit Luberon » et les monts de Vaucluse la composaient :
| Nom                | Code Insee | Gentilé             | Superficie (km2) | Population (dernière pop. légale) | Densité (hab./km2) |
| ------------------ | ---------- | ------------------- | ---------------- | --------------------------------- | ------------------ |
| Roussillon (siège) | 84102      | Roussillonnais      | 29,77            | 1 339 (2014)                      | 45                 |
| Bonnieux           | 84020      | Bonnieulais         | 51,12            | 1 358 (2014)                      | 27                 |
| Goult              | 84051      | Goultois            | 23,77            | 1 139 (2014)                      | 48                 |
| Lacoste            | 84058      | Lacostois           | 10,66            | 409 (2014)                        | 38                 |
| Lioux              | 84066      | Liouxois            | 38,89            | 250 (2014)                        | 6,4                |
| Ménerbes           | 84073      | Ménerbiens          | 30,27            | 999 (2014)                        | 33                 |
| Murs               | 84085      | Mursois             | 31,27            | 419 (2014)                        | 13                 |
| Saint-Pantaléon    | 84114      | Saint-Pantaléonnais | 0,78             | 213 (2014)                        | 273                |

## Compétences
- Assainissement non collectif
- Politique du cadre de vie
- Création, aménagement, entretien et gestion de zone d'activités industrielle, commerciale, tertiaire, artisanale ou touristique
- Action de développement économique (Soutien des activités industrielles, commerciales ou de l'emploi, soutien des activités agricoles et forestières...)
- Construction ou aménagement, entretien, gestion d'équipements ou d'établissements culturels, socioculturels, socioéducatifs, sportifs
- Activités culturelles ou socioculturelles
- Activités sportives
- Schéma de cohérence territoriale (SCOT)
- Schéma de secteur
- Création et réalisation de zone d'aménagement concerté (ZAC)
- Aménagement rural
- Création, aménagement, entretien de la voirie
- Programme local de l'habitat
- Politique du logement social
- Opération programmée d'amélioration de l'habitat (OPAH)
- Infrastructure de télécommunication (téléphonie mobile...)

## Autres adhésions
- Syndicat mixte pour la création et le suivi du schéma de cohérence territoriale  (SCOT) du pays d'Apt

## Historique
La communauté de communes est créée le 21 octobre 1992 sous le nom de communauté de communes de Pied-Rousset. Elle regroupe alors les trois communes de Bonnieux, Goult et Roussillon.
En 2006, l'adhésion de cinq communes (Lacoste, Lioux, Ménerbes, Murs, Saint-Pantaléon) porte le nombre de communes adhérentes à huit.
En 2008, elle prend son nom de communauté de communes du Pont Julien.
Elle est dissoute le 31 décembre 2013.